# 1950 en football
Cet article présente les faits marquants de l'année 1950 en football.

## Avril
- 29 avril : Arsenal FC remporte la Coupe d'Angleterre face à Liverpool FC, 2-0.

## Mai
- 14 mai : le Stade de Reims remporte la Coupe de France face au RC Paris, 2-0.
- 22 mai : au Stade olympique Yves-du-Manoir de Colombes, l'équipe de France s'incline 0-1 face à l'équipe d'Écosse.
- 28 mai : le Wydad AC remporte son 3e sacre de la ligue des champions de l'ULNA après sa victoire en match finale devant les locaux d'USM Oran sur le score de 4-0, au stade Vincent-Monréal, à Oran.

## Champions nationaux
- Bordeaux est champion de France.
- Portsmouth est champion d'Angleterre.
- La Juventus est champion d'Italie.
- Le VfB Stuttgart est champion d'Allemagne.
- L'Atlético de Madrid est champion d'Espagne.
- Les Rangers sont champions d'Écosse.
- Le Wydad AC est champion du Maroc.
- Al-Ahly SC est champion d'Égypte.

## Juin
- 4 juin : à Bruxelles, l'équipe de Belgique s'impose 4-1 face à l'équipe de France.

## Juillet
- 16 juillet : l'Uruguay remporte la Coupe du monde de football.
  - Article de fond : Coupe du monde de football 1950

## Août
- 27 août : le Wydad AC remporte la Supercoupe du Maroc devant l'USD Meknès sur le score de 2-0 au Stade Philip à Casablanca.

## Septembre
- 24 septembre : malgré la farouche opposition des clubs hollandais vis-à-vis des retransmissions télévisées, un match du PSV Eindhoven est diffusé. Le lien entre la société Philips et le PSV explique cette première hollandaise.

## Novembre
- 1er novembre : au Stade olympique Yves-du-Manoir de Colombes, l'équipe de France et l'équipe de Belgique font match nul 3-3.

## Décembre
- 10 décembre : au Stade olympique Yves-du-Manoir de Colombes, l'équipe de France s'impose 5-2 face à l'équipe des Pays-Bas.

## Naissances
Plus d'informations : Liste d'acteurs du football nés en 1950.
- 15 janvier : Marius Trésor,  footballeur français.
- 8 avril : Grzegorz Lato, footballeur polonais.
- 3 octobre : Andrzej Szarmach, footballeur polonais.
- 13 octobre : Rolf Rüssmann, footballeur allemand.
- 26 octobre : Nico Braun, footballeur luxembourgeois.
- 25 décembre : Serge Chiesa, footballeur français.
- 23 décembre : Vicente del Bosque, footballeur puis entraîneur espagnol

## Décès
- 29 mai : décès à 57 ans de Tinus van Beurden, international néerlandais ayant remporté la médaille de bronze aux Jeux olympiques 1920.
- 13 novembre : décès à 47 ans de Juan Monjardín, international espagnol.

- Dates non renseignées ou inconnues :
  - Bobby Parker, joueur écossais.
  - Avril : Guillermo Rivero, joueur péruvien ayant remporté 4 Championnat du Pérou et comme entraîneur 4 Championnat du Pérou.

## Liens
- RSSSF : Tous les résultats du monde